# Caesarius Mommers
Martinus Josephus Cornelis Mommers, kloosternaam: frater Caesaerius (Tilburg, 24 oktober 1925 – Veldhoven, 18 februari 2007) was een Nederlandse onderwijzer en onderwijskundige. Hij was een frater van de Fraters van Tilburg.

## Levensloop
Na in 1946 te zijn begonnen in het basisonderwijs verruilde hij dit tien jaar later voor allerlei hogere onderwijskundige opleidingen zoals de toenmalige kweekschool en een MO-B-opleiding in de pedagogiek. Weer tien jaar - in 1966 - maakte hij de overstap naar de universiteit; tot 1990 was hij werkzaam als wetenschappelijk medewerker en universitair hoofddocent bij de vakgroep Interdisciplinair Studierichting Onderwijskunde aan de Katholieke Universiteit Nijmegen.
In de jaren 1958-1963 ontwikkelde Mommers de leesmethode "Veilig Leren Lezen" (beginnend met de woordenreeks boom-roos-vis) waarmee sinds de jaren zeventig de meeste scholieren uit groep drie van de Nederlandse basisschool respectievelijk het eerste leerjaar van het Vlaamse lager onderwijs leren lezen. Deze leesmethode verdrong al snel de tot dan toe meest gebruikte 'aap-noot-mies'-methode. De verdiensten die hieruit voortvloeiden besteedde hij aan onderwijsprojecten in ontwikkelingslanden. In 2003 ontving hij voor zijn leesmethode de D.A. Thiemeprijs.
Caesarius Mommers overleed op 81-jarige leeftijd in het Máxima Medisch Centrum in Veldhoven. Hij werd begraven op Landgoed Steenwijk aan de Boxtelseweg in Vught.